# Aeropuerto Internacional de Jacksons
El Aeropuerto Internacional de Jacksons (en inglés: Jacksons International Airport) (IATA: POM, ICAO: AYPY), también conocido como Aeropuerto de Puerto Moresby, se encuentra a 5 millas (8 kilómetros) de Puerto Moresby, la capital de Papúa Nueva Guinea. Es el aeropuerto más grande y concurrido de esa nación y es el principal centro de Air Niugini, la aerolínea nacional de Papúa Nueva Guinea, así como el principal centro de la aerolínea PNG. Sustituyó el aeropuerto original de Puerto Moresby, en lo que hoy es el barrio de Waigani, cuya pista de aterrizaje se mantuvo hasta la década de 1990, pero no hay rastro de que estuviese allí, después que se realizaron obras sobre el mismo.

## Terminales
El Aeropuerto Internacional de Jackson consta de dos terminales; la terminal nacional, que aloja a las aerolíneas Air Niugini y Aerolíneas PNG; y la terminal internacional, que sirve a todas las otras líneas aéreas, incluyendo las rutas internacionales de Air Niugini y de Airlines PNG. La Terminal Internacional cuenta con cuatro puestos de estacionamiento de aeronaves, tres de las cuales están equipadas con pasarelas telescópicas. Las dos terminales están unidas por una pasarela cubierta.

## Aerolíneas y destinos
| Aerolínea           | Destinos | Terminal      |
| ------------------- | --- | ------------- |
| Air Niugini         | Brisbane, Cairns, Chuuk, Denpasar/Bali, Hong Kong, Honiara, Manila, Nadi, Pohnpei, Port Vila, Singapur, Sídney, Tokio-Narita, Townsville.                                                     | Internacional |
| Air Niugini         | Alotau, Buka, Daru, Goroka, Hoskins, Kavieng, Kieta, Kiunga, Kundiawa, Lae, Lihis Island, Lorengau, Madang, Mendi, Mount Hagen, Popondetta, Rabaul, Tabubil, Tari, Vanimo, Wapenamanda, Wewak | Doméstica     |
| British Airways     | Londres-Heathrow | Internacional |
| Condor Flugdienst   | Fráncfort del Meno | Internacional |
| Philippine Airlines | Manila | Internacional |
| Airlines PNG        | Alotau, Daru, Goroka, Hoskins, Kiunga, Lae, Lihir Island, Losuia, Madang, Misima Island, Moro, Mount Hagen, Popondetta, Rabaul, Tabubil, Tufi, Wewak                                          | Doméstica     |
| Qantas              | Brisbane | Internacional |
| Travel Air          | Alotau, Hoskins, Lae, Madang, Mount Hagen, Rabaul, Wewak | Doméstica     |
| Virgin Australia    | Brisbane | Internacional |

## Accidentes e incidentes
- El 11 de agosto de 2009, el vuelo 4684 de PNG Airlines, volando desde el aeropuerto internacional de Jackson, se estrelló en una montaña al intentar dar la vuelta en torno al Aeropuerto de Kokoda, Papúa Nueva Guinea. Todos los que viajaban en el avión (11 pasajeros y los 2 tripulantes) murieron en el accidente.